# Henri de Sponde

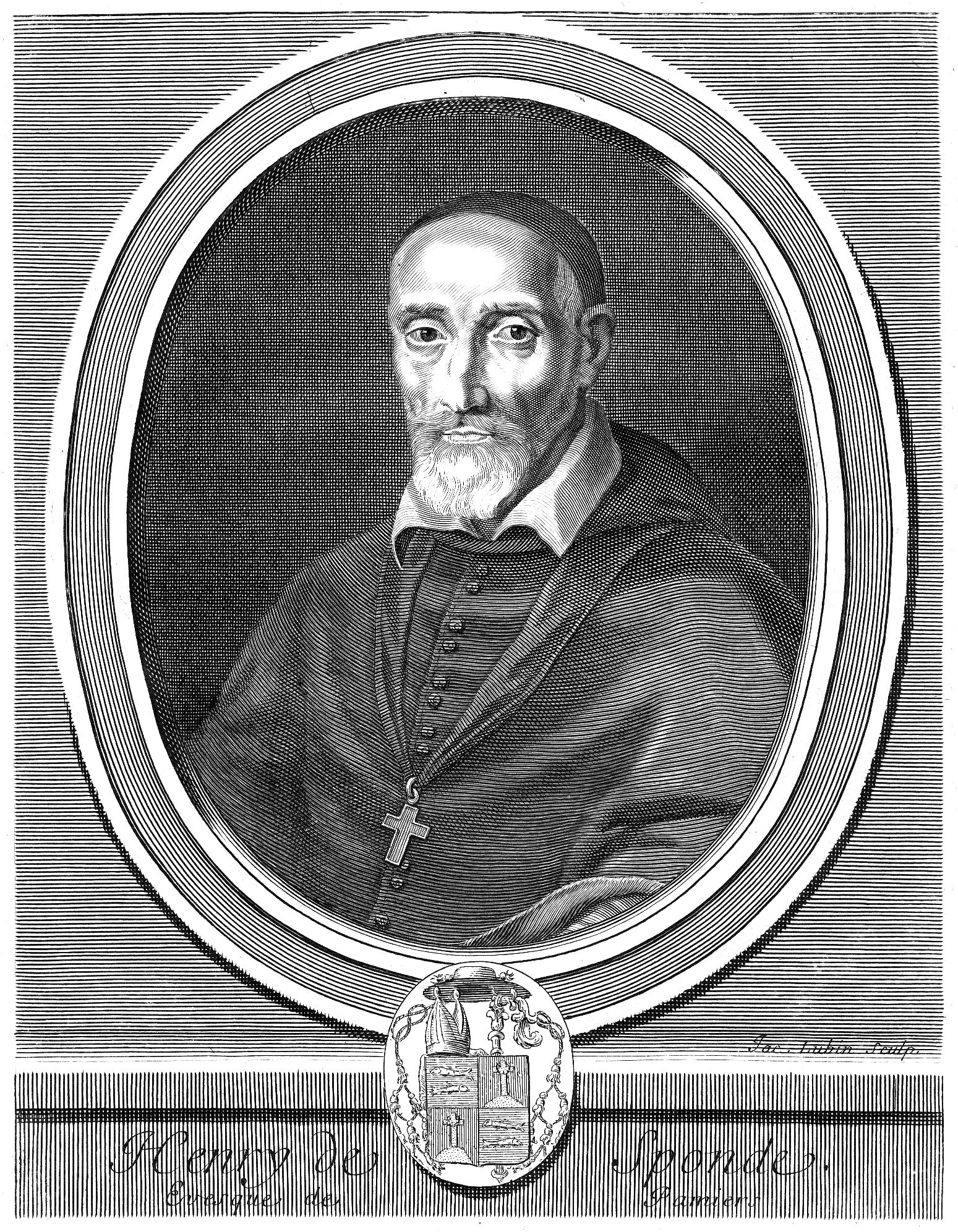
Henri de Sponde – Kupferstich

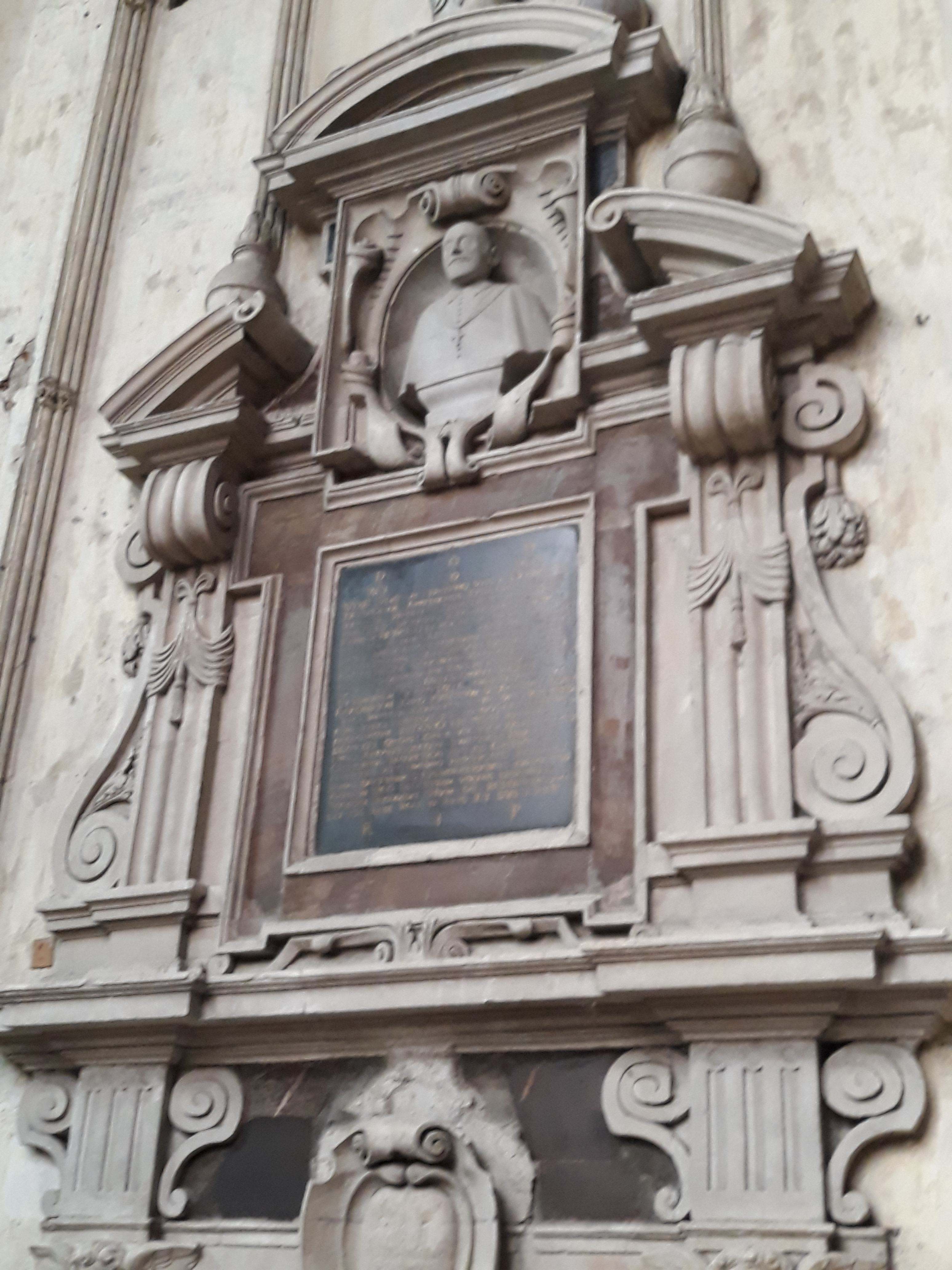
Das Grab von Grab Henri de Sponde in der Kathedrale von Toulouse.

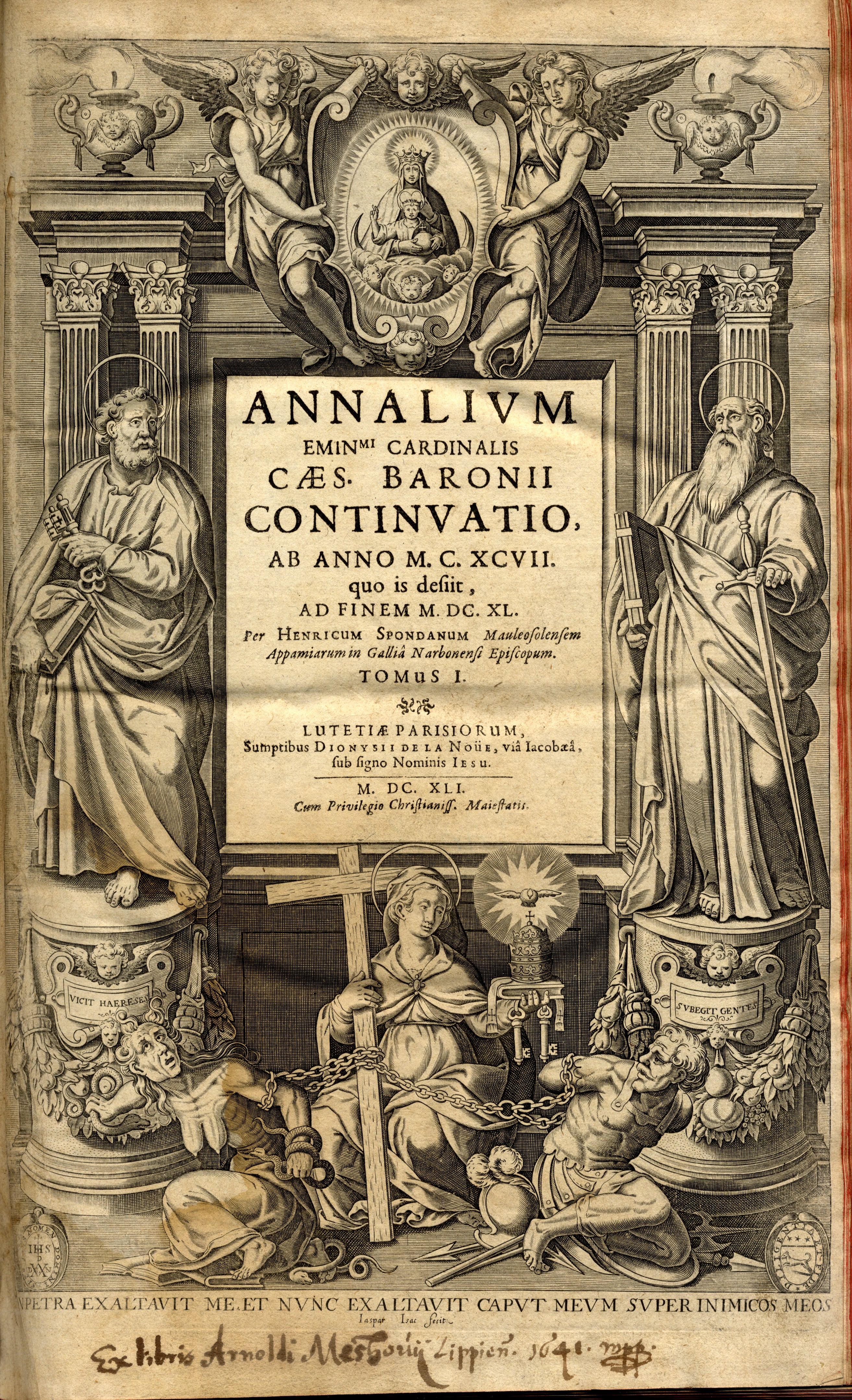
Fortsetzung der Annales des Baronio

Henri de Sponde, auch Henricus Spondanus, (* 6. Januar 1568 in Mauléon (heute im Département Pyrénées-Atlantiques); † 18. Mai 1643 in Toulouse) war ein französischer katholischer Jurist, Historiker und von 1626 bis 1629 Bischof von Pamiers.
Sponde konvertierte 1595 vom Calvinismus zum Katholizismus, überzeugt durch die Schriften von Robert Bellarmin. Er wurde vor allem als Fortsetzer der Annales ecclesiastici des Cesare Baronio bekannt. Sein älterer Bruder war der Graecist, Latinist, Alchimist und Renaissancepoet Jean de Sponde.